# Милорад Поповић (социјалиста)
Милорад Поповић (1875 — Врњачка Бања, 24. август 1905) био је српски социјалиста, један од истакнутих активиста и теоретичара радничког покрета.

## Биографија
Рођен је 1875. године. Као ученик гимназије у Нишу приступио је социјалистичком покрету читајући неке од тада многобројних бугарских превода класика марксизма. Од 1895. сарађивао је у листу Социјалдемократ и заступао радикалне марксистичке ставове. Исте године био је искључен из гимназије.
Године 1896. отишао је у Париз, где је био веома активан у социјалистичком покрету, поготово међу југословенским исељеницима. Основао је Југословенско радничко друштво и био је један од најактивнијих чланова. Током боравка у Паризу окренуо се синдикалној борби, с обзиром да се тада револуционарни синдикати развили своју активност у Француској и сарађивао у синдикалном листу.
Године 1901. покушао је да оснује социјалистичку партију у Србији, па је с тим циљем формирао партијски одбор у коме су између остаклих били Јован Скерлић и Драгиша Лапчевић. Пошто му је овај покушај пропао, исте године се преселио у Будимпешту, где се одмах активно укључио у социјалистички покрет. Као и у Паризу и овде је сарађивао у покрету локалних српских социјалиста и био у главним токовима мађарског социјалистичког покрета. Био је активан у групи српских радника у Будимпешти, која је 1901. покренула Народни лист, а 1902. лист Народна реч, који је излазио као додатак главном гласилу Мађарске социјалдемократске партије.
Поповић је био критичан према неким издањима београдских социјалиста, а критички се осврнуо на брошуру Материјалистичко схватање историје Димитрија Туцовића. Оштро је критиковао социјалистички покрет у Србији, а пре свега Српску социјалдемократску странку (ССДС) истичући да је покрет у Србији почињао одозго, насупрот раду међу радницима, за који се он залагао. Током боравка у Будимпешти, био је близак са представницима унутарпартијске опозиције унутар Социјалдемократске партије Мађарске, чији су предводници били Сабор Ервин и Даниел Арнолд.
Због опозиционог држања искључен из Српске социјалдемократске странке 1904, заједно са Јованом Скерлићем, Костом Јовановићем, Љубом Јовчићем и другима.
Преминуо је од последица туберкулозе 24. августа (11. августа по старом календару) 1905. у Врњачкој Бањи, где је отишао на лечење.